# Parviz Borumand
Parviz Borumand Sarif (perzsául: پرویز برومند شریف ; Teherán, 1972. szeptember 11. –) iráni labdarúgókapus.